# Herakleios

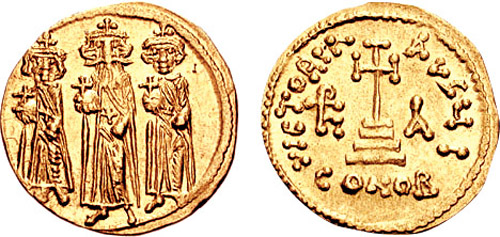
Solidus med bild av Herakleios och hans söner Herakleios Konstantin och Heraklonas

Herakleios, Flavius Heraclius Augustus, född cirka 575, död 11 februari 641, var bysantinsk kejsare från 5 oktober 610 till 11 februari 641.

## Biografi

### Tidigt liv
Herakleios var son och namne till den mäktige armeniske exarken i Afrika, en av den östromerske kejsaren Maurikios viktigaste generaler i kriget mot Persien 590. Herakleios födelseplats är inte känd, men man vet att han växte upp i det romerska Afrika och enligt traditionen ska han under sin ungdom ha slagits med lejon som gladiator.
Herakleios levde under kritisk tid som är bakgrund till märkbara förändringar för Balkan och Mellanöstern men är ändå inte så välstuderad som kejsare.

### Regeringstid
Herakleios den äldres lojalitet mot kejsar Fokas tog slut 608 sedan denne störtat Maurikios sex år tidigare. Rebellerna lät slå mynt med bilder av de båda Herakleios klädda som konsuler trots att ingen av dem då egentligen gjort anspråk på kejsartronen. En invasion av Egypten som Herakleois kusin Niketas initierade slutade 609 i ett nederlag för Fokas general Bonosus. Samtidigt seglade Herakleios d.y. österut via Sicilien och Cypern med sina trupper. När han närmade sig Konstantinopel tog han kontakt med stadens ledande aristokrater och lät arrangera en kröningsceremoni genom vilken han erkändes som kejsare. Sedan Fokas eget kejsargarde deserterat till Herakleios kunde Herakleios göra sitt intåg i staden utan större motstånd varefter han personligen avrättade Fokas. Den 5 oktober 610 lät han kröna sig en andra gång, denna gång i Stora palatsets kapell, samtidigt som han gifte sig med sin trolovade Fabia som tog namnet Eudokia. Hon var mycket omtyckt i Konstantinopel och då Herakleios efter hennes död gifte om sig 612 med sin systerdotter Martina, accepterades aldrig detta andra äktenskap. Under Herakleios söners regering satt Martina sedan i maktens centrum och låg bakom alla intriger.
Då Herakleios tog makten befann sig Bysantinska riket i ett delikat läge. Fokas revolt hade lämnat Donaufronten öppen och utelämnat hela Balkan i avarernas händer. Den sassanidiske kungen Khusrov II, som varit allierad med Maurikios, hade tagit dennes död som en förevändning till att inleda ett krig och nu höll han sig med en man som påstods vara Maurikios son Theodosius som han krävde att bysantinarna skulle acceptera som kejsare. Sedan Herakleios maktkupp utlöst ett inbördeskrig kunde sassaniderna utnyttja sitt tidigare övertag och tränga djupt in i Syrien.
Herakleios fredssträvare avfärdades av sassaniderna som betraktade honom som ännu en usurpator och kejsarens första militära initiativ slutade med en katastrof. Sassaniderna intog Damaskus 613, Jerusalem 614 (där de förstörde Den heliga gravens kyrka och tog Kristi kors som krigsbyte) och Egypten 616. Vidare gjorde de räder djupt in i Mindre Asien och försökte koordinera sig med avarerna. Konstantinopel belägrades av avarerna 626 samtidigt som sassaniderna försökte ta sig över Bosporen, men den bysantinska flottan lyckades stoppa sassaniderna varpå avarerna drog sig tillbaka. 
Situationen såg så kritisk ut att Herakleios lär ska ha övervägt att flytta sin huvudstad till Karthago. Han blev dock kvar i öst och började organisera om den bysantinska armén. Han utvecklade ett system där land överläts till individer i utbyte mot militärtjänst. De landområden som delades ut kallades thema och dessa leddes av en guvernör (strategos). Themasystemet visade sig mycket framgångsriket och kom att bli Bystantinska rikets militära ryggrad under flera hundra år. Sedan Herakleios återskapat sin armé blev han den förste bysantinske kejsare som gått ut i krig mot en yttre fiende sedan Theodosius I. Herakleios var dock väl medveten om att Konstantinopels försvar var gott och att stadens invånare var ovilliga att ge sig in i ett utmattningskrig för att ta tillbaka de förlorade östra provinserna. Han valde därför att gå över Mindre Asien och invadera själva Persien. 
Herakleios anlitade khazariska och andra turkiska soldater. Han lyckades också framgångsrikt så splitt bland perserna genom att övertyga den framgångsrike persiske generalen Shahrabaraz att Khusrov försökte göra sig av med honom och planerade hans avrättning varigenom han förhöll sig passiv under Herakleios krigståg. I slaget vid Nineve 627 vann den khazarisk-bysantinska hären till sist en övertygande, om än inte förkrossande, seger över Khusrovs armé. Eftersom Khusrov fortsatte att avfärda en fredsuppgörelse fortsatte Herakleios sin kampanj. När han närmade sig den persiska huvudstaden Ktesifon avsatte den ledande aristokratin Khusrov och hans efterträdare slöt en fred som innebar att Herakleios återfick hela det erövrade territoriet. 
Den sassanidiska dynastin hann aldrig återhämta sig - det kunde ta en stark kung många år att ta sig segrande ur alla intriger och kupper - innan den plötsliga arabiska expansionen uppslukade det försvagade riket. Herakleios övertog i gengäld den gamla persiska titeln "kung över kungar" och övergav därmed den traditionella latinska titeln augustus. Senare gav han sig själv titeln basileus dvs grekiska för "kung", en titel som bysantinska kejsare kom att använda under de följande 800 åren. Herakleios lät också grekiskan ersätta latinet som officiellt språk och, trots att bysantinarna själva fortsatte kalla sig "romare", var Bysantinska riket under återstoden av sin existens ett grekiskt kungarike.
630 kunde Herakleios göra ett triumfartat intåg i Jerusalem och återbörda Kristi kors till Gravkyrkan. Han var då lyckligt ovetande att profeten Muhammed samtidigt enade alla arabiska stammar på Arabiska halvön. Araberna, som tidigare varit för splittrade för att utgöra ett hot mot omvärlden, blev plötsligt regionens verkliga maktfaktor, hänryckta av sin omvändelse till islam. Herakleios blev sjuk strax efter sin stora triumf och när araberna invaderade Syria Palaestina 634 kunde varken han eller hans generaler erbjuda något motstånd. Slaget vid Yarmuk 636, ett förkrossande nederlag för den större romerska hären, innebar att man inom tre år förlorat såväl Syrien som Palestina igen. Nära Herakleios avled hade även större delen av Egypten fallit.
Trots att Herakleios seger över perserna inte ledde till någon bestående fördel för Bysantinska riket räknas han ändå till en av de mest betydande bysantinska kejsarna. Hans administrativa reformer gjorde att korruptionen som etablerat sig under Fokas regering minskade och hans militära reformer blev också de en stor framgång. Efter Herakleios död kunde armén stoppa araberna i Mindre Asien och hålla stånd i Karthago under ytterligare sextio år, vilket var tillräckligt med tid för riket att något återhämta sig efter den arabiska chocken.
Då rikets östra provinser återtogs från perserna aktualiserade det på nytt de religiösa dispyterna kring Kristus verkliga natur. Majoriteten av invånarna i Egypten och Palestina var monofysiter och förkastade konciliet i Chalkedon. Herakleios försökte lösa konflikten genom en kompromiss kallad monotheletism. Den betraktades dock som en heresi av båda lägren. Herakleios har på grund av detta senare beskrivits som en dålig regent av somliga på religiös grund. Sedan de monofysitiska provinserna förlorats övergavs denna trosriktning.